# Frederich Lamond
Frederich Lamond (Glasgow, Escòcia, 28 de gener de 1868 – Stirling, River Forth, regió central d'Escòcia, 21 de febrer de 1948) fou un pianista i compositor escocès.
Estudià orgue amb el seu germà gran, i més tard fou organista a Laurieston, però el 1882 es donà a l'estudi del violí amb C. Cooper, i acompanyà a Heermann a Frankfurt del Main en qualitat de deixeble. Allà conegué a Eric Schwarz, i es donà sencerament al piano en el Raff Konservatorium, perfeccionant-se sota la direcció de Bülow i Liszt. Més tard emprengué seriosos estudis de composició sota l'ensenyança d'Anton Urspruch.
Fou nomenat director del Conservatori de La Haia i va fer diverses gires per Europa amb molt d'èxit. Es distingia especialment com a intèrpret de Beethoven, però com a compositor també ratllà a gran altura, com ho demostren diverses obres com (Ouvertùre Aus dem schottischen Hochland, trios, simfonies, etc.). El juliol del 1904 casà amb l'artista dramàtica Irene Triesch.